# Psittaculirostris
A Psittaculirostris a madarak osztályának papagájalakúak (Psittaciformes) rendjébe  és a szakállaspapagáj-félék (Psittaculidae) családjába, azon belül a lóriformák (Loriinae) alcsaládjába  tartozó nem.

## Rendszerezésük
A nemet John Edward Gray és George Robert Gray írták le 1859-ben, az alábbi fajok tartoznak ide:
- Nagy fügepapagáj (Psittaculirostris desmarestii)
- Pirosarcú fügepapagáj (Psittaculirostris cervicalis), korábban (Psittaculirostris desmarestii cervicalis)
- Godman-fügepapagáj (	Psittaculirostris godmani), korábban (Psittaculirostris desmarestii godmani)
- Edwards-fügepapagáj (Psittaculirostris edwardsii)
- Szakállas fügepapagáj (Psittaculirostris salvadorii)

## További információ
- Képek az interneten a nembe tartozó fajokról